# Sziklai erdeifenyves
A sziklai erdeifenyves (Calamagrosti variae–Pinetum sylvesris) a mészkedvelő fenyvesek növénytársulástani csoportjának (Erico–Pinion), tágabb értelemben a xeroterm fenyvesek (Erico–Pinetalia rendjének) egyik növénytársulása.

## Elterjedése
A Kőszegi-hegységben, a Velem melletti Péterics-hegy gerincének egyes szakaszaihoz közel figyelhető meg. 

## Élőhelye
A tengerszint felett 520–540 m-rel, igen meredek (40–60°-os), észak–északkeletnek néző lejtőkön nő. A köves-sziklás váztalajon a reliktum jellegű társulás fennmaradása a mészfillit alapkőzetnek köszönhető.
Délen gyertyános–kocsánytalan tölgyessel, északon bükkössel, illetve mészkerülő bükkössel határos. Az 1970 táján leírt 5 állományból ma már csak 2 ismerhető fel egyértelműen, a többi a lombos fafajok erős inváziója miatt átalakult. Ahogy az erdeifenyő visszaszorul, a lombszint záródik, a ligetes jelleg elvész. A jellegzetes fajok többsége ma is megtalálható, de példányszámuk és térfoglalásuk jelentősen csökkent. 

## Szerkezete
Általában négyszintes.
- A koronaszint gyéren (30–50%) záródik; jellemző magassága 12–22 m.
- A cserjeszint hiányzik; a cserjefajok csak elszórtan jelennek meg.
- A gyepszintben több a faj, mint a környező társulásokban; ezt a termőhely mozaikos jellegével és a kőzet mésztartalmával magyarázzák. A gyepszint borítása 40–60%.
- A mohaszint gyengén fejlett, de fajgazdag.

## Jellemző fajok
Fajösszetétele a kelet-alpesi sziklai erdeifenyveséhez (Chamaebuxo-Pinetum orienti-alpinum) hasonló, de kevésbé gazdag.
- A koronaszint állományalkotó faja az erdeifenyő (Pinus sylvestris); mellette elegyfaként jelenik meg:
  - közönséges bükk (Fagus sylvatica),
  - kocsánytalan tölgy (Quercus petraea).

Jellemző még:
- lisztes berkenye (Sorbus aria)

Ritka, néhány egyeddel képviselt fafajok:
- csertölgy (Quercus cerris),
- molyhos tölgy (Quercus pubescens),
- szelídgesztenye (Castanea sativa),
- madárberkenye (Sorbus aucuparia).

Szokásos cserjéi:
- közönséges boróka (Juniperus communis),
- mogyoró (Corylus avellana)

- A cserjék közt és gyepszintjében sok a dealpin faj:
  - havasalji rózsa (Rosa pendulina),
  - tarka nádtippan (Calamagrostis varia).
  - havasalji aggófű (Senecio ovirensis (Tephroseris longifolia) ssp. gaudinii),
  - ágas homokliliom (Anthericum ramosum),
  - piros gólyaorr (Geranium sanguineum),
  - fenyérfű (Bothriochloa ischaemum).

A kelet-alpesi sziklai erdeifenyvesekre jellemző fajok közül hazai társulásból hiányzik többek között:
- tarka nyúlfarkfű (Sesleria varia),
- alpesi hanga (Erica herbacea),
- törpe puszpáng (Polygala chamaebuxus; az Alpokban karakterfaj).

Az aljnövényzet számos faja a környéken nagyobb területen növő társulásokból szivárgott be:
1. A szubkontinentális sztyepprétekről (Festucetalia valesiacae)
- borzas ikravirág (Arabis hirsuta),
- lappangó sás (Carex humilis),
- ujjas sás (Carex digitata)
- szürke galaj (Galium glaucum).

2. A tölgyesekből (Quercetea):
- sarlós gamandor (Teucrium chamaedrys),
- ágas homokliliom (Anthericum ramosum),
- bérci here (Trifolium alpestre).

3. A mészkerülő elegyes erdőkből (Pino–Quercetalia), a humuszosabb foltokon:
- macskatalp (Antennaria dioica),
- erdei nádtippan (Calamagrostis arundinacea),
- kereklevelű harangvirág (Campanula rotundifolia).
- selymes rekettye (Genista pilosa),
- erdei hölgymál (Hieracium sylvaticum).

A múlt században még bizonyítottan élt itt:
- fekete kökörcsin (Pulsatilla pratensis subsp. nigricans),
- hármaslevelű macskagyökér (Valeriana tripteris subsp. austriaca).

A társulás mohaszintje gyengén fejlett, csak néhány a mészkedvelő erdeifenyvesekre (Vaccinio-Piceetalia) is jellemző faj említendő: faj (Pseudoscleropodium purum, Rhytidiadelphus triquerter):
- emeletes moha (Hylocomium splendens),
- zöldszárú moha (Pseudoscleropodium purum),
- nagy borzasmoha (Rhytidiadelphus triquetrus),
- Homalothecium philippeanum,
- Distichum capillatum,
- Fissidens dubius.